# 波利亞尼夫卡
50°33′59″N 27°59′11″E / 50.56639°N 27.98639°E
波利亞尼夫卡（烏克蘭語：Поліянівка），是烏克蘭北部的村莊，隸屬日托米爾州的茲維亞赫爾區。該村始建於1888年，面積1.41平方公里，海拔高度217米，2001年人口346，人口密度每平方公里245.74人。